# Белт, Брэндон
Брэндон Кайл Белт (исп. Brandon Kyle Belt; род. 20 апреля 1988 года, Накодочес, Техас, США) — американский бейсболист, выступающий за клуб главной лиги бейсбола «Сан-Франциско Джайентс». Играет на позиции игрока первой базы.

## Карьера
Выбран «Гигантами» в 5-м раунде драфта 2009 года. В 2010 году прошёл три команды системы «Гигантов», везде имея отличные показатели хоум-ранов и RBI. Был 26-м в списке перспективных игроков на 2011 год и 3-м в списке перспективных игроков первой базы.
Неплохо провёл весенний тренировочный лагерь 2011 года, и с начала сезона стал играть в стартовой линейке отбивающих «Джайентс». Дебютным для него матчем стал матч в День Открытия, 31 марта против «Лос-Анджелес Доджерс», выбив один хит при трёх выходах на базу. Уже в следующей игре, 1 апреля, против тех же «Доджеров», Брэндон выбил свой первый хоум-ран с подачи Чеда Биллингсли, который стал трёхочковым. Из-за травмы Белт пропустил весь и июнь и большую часть июля. Всего в первом сезоне провёл 63 игры, в которых выбил 9 хоум-ранов и 18 RBI при проценте отбивания 0,225, играя как на левом филде, так и на первой базе.
Сезон 2012 года провёл полностью, но имел всего 7 хоумеров и 56 RBI при показателе отбивания 0,275. С этого сезона стал твёрдым игроком первой базы. Также в 2012 году Брэндон дебютировал в Постсезоне, однако до Финальной Серии Национальной Лиги играл там неудовлетворительно, имея крайне низкие показатели.